# Bradenham

Bradenham est un hameau du Buckinghamshire, Angleterre. Ce hameau est situé près de Saunderton, entre Princes Risborough et High Wycombe. 
Son nom est d'origine anglo-saxonne. Il signifie "broad enclosure" (vaste enceinte), Il fait référence la position du hameau situé entre les Chilterns. Dans le Domesday Book de 1086, il est enregistré sous le nom de Bradeham.

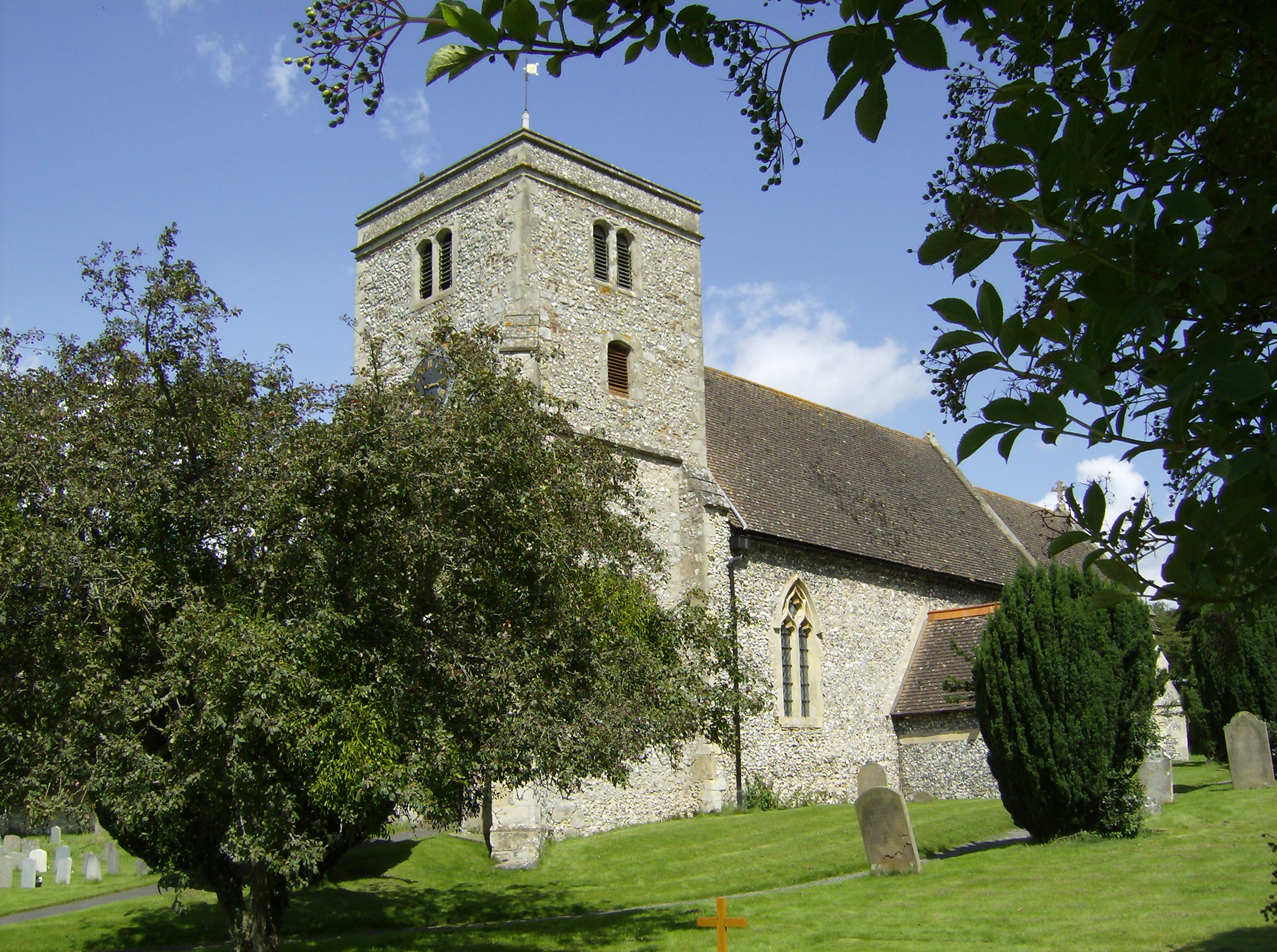
L'église du hameau de Bradenham.
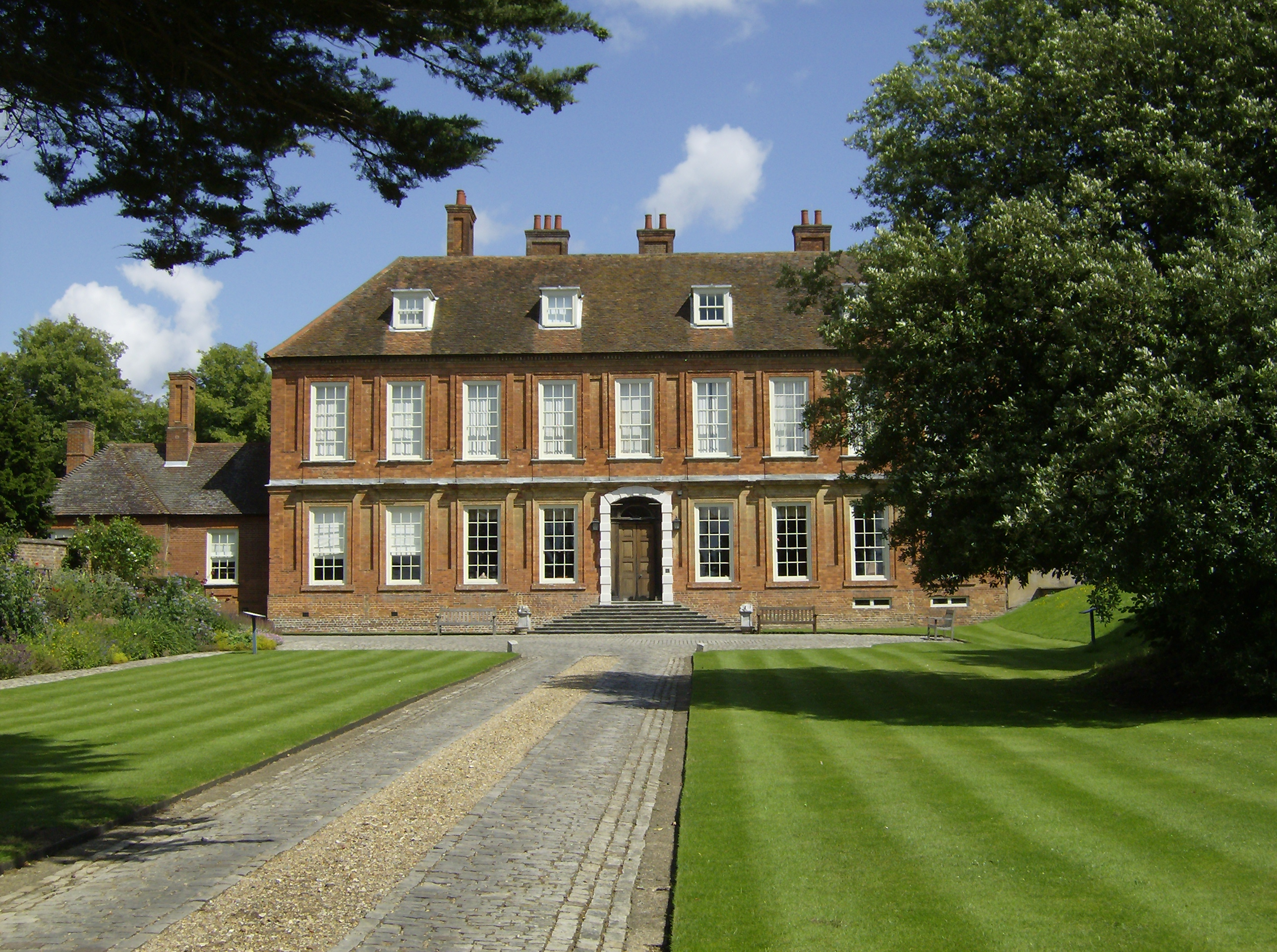
Le manoir de Bradenham.